# Ließem (Wachtberg)
Ließem ist eine Ortschaft in der Gemeinde Wachtberg im Rhein-Sieg-Kreis in Nordrhein-Westfalen, südlich von Bonn.

## Geographie
Ließem liegt auf einer alten Rheinterrasse im Drachenfelser Ländchen. Die Gemarkung Ließem ist rd. 323 ha groß und grenzt im Norden an die Ortsteile Heiderhof und Lannesdorf der Bundesstadt Bonn. Die Grenze verläuft entlang des Wittgesbachs, einem Zufluss des Rheins. Der Noßbach, auch Furtgraben genannt, entspringt in der Gemarkung Ließem und mündet in den Wittgesbach.
Der Siedlungsbereich wird durch die Kreisstraße 14 zweigeteilt: Östlich liegt der ältere Dorfbereich, westlich das insbesondere zwischen 1972 und 1975 mit rund 270 Wohneinheiten errichtete Neubaugebiet. Das Neubaugebiet wird im Volksmund Köllenhof genannt, also benannt nach dem Hof, zu dem die überbauten Felder zuvor gehörten.

## Geschichte
Die erste bekannte urkundliche Erwähnung der Ortsbezeichnung Liezheim stammt aus dem Jahr 795. Ließem gehörte nach 1301 zusammen mit den benachbarten Dörfern Berkum, Gimmersdorf, Niederbachem, Oberbachem, Pissenheim (heute Werthhoven) und Züllighoven den kurkölnischen Burggrafen zu Drachenfels. Von 1798 bis 1815 bildeten diese Ortschaften die französische Mairie Villip im Land-Kanton Bonn. Von 1816 bis 1969 war Ließem Teil der Bürgermeisterei Villip, die 1930 in „Amt Villip“ umbenannt wurde. Durch das Gesetz zur kommunalen Neugliederung des Raumes Bonn (Bonn-Gesetz) wurde die selbständige Gemeinde Ließem am 1. August 1969 einer von 13 Ortsteilen der neugegründeten Gemeinde Wachtberg.
In Ließem (Hohler Weg 5) befand sich vor der Verlegung des Regierungssitzes nach Berlin (1999) die Residenz des Botschafters der Republik Sambia in der Bundesrepublik Deutschland. (→ Liste der diplomatischen Vertretungen)

## Sehenswürdigkeiten
Die neugotische, dreischiffige St. Marien-Kapelle wurde 1884 bis 1886 erbaut. Sie ist eine Stiftung des aus Ließem stammenden katholischen Pfarrers Gottfried Köllen. Die Kapelle war bis zum 31. Dezember 2009 ein Gotteshaus der Pfarrei Heilige Drei Könige Oberbachem. Die Pfarrei ist am 1. Januar 2010 aufgegangen in die neugegründete Pfarrei St. Marien Wachtberg.
Der Köllenhof ist eine vierflügelige fränkische Hofanlage aus dem 17. Jahrhundert, die 1989 zu einem Kultur- und Begegnungszentrum umgebaut wurde. Dort befindet sich auch eine kommunale Bücherei des Wachtberger Büchereiverbundes.

## Persönlichkeiten
- Hans-Dietrich Genscher (1927–2016), Politiker, begraben auf dem Rheinhöhenfriedhof in Ließem.
- Ernst Dieter Lueg (1930–2000), Journalist, wohnte in Ließem.
- Oliver Steller (* 1967), Musiker und Rezitator, wohnte in Ließem.

## Vereine
- Sankt–Sebastianus-Schützenbruderschaft Ließem[12]
- Verein zur Förderung der historischen Kirmes in Ließem e. V.[13]
- SC Ließem 90 e. V.[14]
- TuS Ließem